# Kupusina (okręg podunajski)
Kupusina (cyr. Купусина) – wieś w Serbii, w okręgu podunajskim, w gminie Velika Plana. W 2011 roku liczyła 190 mieszkańców.